# Pelastoneurus fasciatus
Pelastoneurus fasciatus är en tvåvingeart som beskrevs av Roder 1885. Pelastoneurus fasciatus ingår i släktet Pelastoneurus och familjen styltflugor.
Artens utbredningsområde är Puerto Rico. Inga underarter finns listade i Catalogue of Life.